# Terzo (Einheit)
Terzo war ein Volumenmaß für Flüssigkeiten auf der Insel Malta.
- 1 Terzo = 1,1203 Liter (1 ⅛ Liter)
- 1 Terzo = 2 ½ Misure = 10 Quartini[1]

Als Ölmaß war 
- 1 Terzo = 0,3106 Liter (5/16 Liter)